# Cremnops violaceipennis
Cremnops violaceipennis är en stekelart som först beskrevs av Cameron 1887.  Cremnops violaceipennis ingår i släktet Cremnops och familjen bracksteklar. Inga underarter finns listade i Catalogue of Life.